# مانويل أوتشوا
مانويل أوتشوا هو موزع كوبي، ولد في 6 أكتوبر 1925 في هولغوين في كوبا، وتوفي في 2006.